# روبرت ميريت شانوك
روبرت ميريت شانوك (بالإنجليزية: Robert M. Chanock)‏ (8 يوليو 1924 - 30 يوليو 2010) طبيب أطفال أمريكي وطبيب ب علم الفيروسات، قدم إسهامات كبيرة للوقاية والعلاج من التهابات الجهاز التنفسي في مرحلة الطفولة في أكثر من 50 عاما قضاها في المعهد الوطني للحساسية والأمراض المعدية.
ولد تشانوك 8 يوليو 1924 في شيكاغو. خططه ما بعد الثانوية كانت لدراسة الفيزياء. عندما صاغه القوات البرية للولايات المتحدة في عام 1943، أعطي له خيار حضور كلية الطب مع مسار دراسته المدفوعة من قبل الجيش أو الذهاب إلى الخطوط الأمامية. اجتاز تشانوك امتحان القبول وتخرج من جامعة شيكاغو في عام 1945 وجامعة شيكاغو برتزكر مدرسة الطب عام 1947. كانت فترة التدريب في مستشفى هايلاند في أوكلاند، ودرب على طب الأطفال في أوكلاند (كاليفورنيا).
بعد الانتهاء من تدريبه الطبي، قام بزيارته مستشفى سينسيناتي للأطفال، حيث كان يعمل تحت ألبرت سابين، الذي دعا تشانوك «ابنه العلمي النجم».وقد أعده الجيش في عام 1952 وأُرسل إلى كوريا للمساعدة في التعامل مع تفشي التهاب الدماغ الياباني، ولكن التهاب الزائدة الدودية أجبره على العودة إلى طوكيو، حيث أجرى أبحاثا حول الأمراض المعدية. وعاد إلى مستشفى الأطفال بعد إطلاق سراحه من الجيش، ثم أجرى أبحاثا في جامعة سينسيناتي وجامعة جونز هوبكينز.
انضم إلى المعهد الوطني للحساسية والأمراض المعدية، حيث اكتشف فيروس تنفسي مخلوي بشري، وهو السبب في التهابات الجهاز التنفسي لدى الأطفال في فصل الشتاء، وهو واحد من أكثر الأسباب شيوعا للمرض. وردا على سؤال: أفضل الوسائل للوقاية من المرض، قال تشانوك: «شيء واحد يمكن أن تخبرهم به، هو أن يكون أطفالهم في فصل الربيع». وأعلن فريق بحث بقيادة تشانوك في عام 1962 اكتشاف أن واحدا من أسباب الالتهاب الرئوي غير النمطية هو الميكوبلازما الرئوية، وهي بكتيريا يمكن علاجها بالمضادات الحيوية. تم تعيين تشانوك رئيسا لمختبر نايد للأمراض المعدية في عام 1968. قام الباحثون العاملون مع تشانوك بتطوير لقاحات للوقاية من عدوى الفيروسات الغدانية، التهاب الكبد الوبائي أ والفيروس العجلي، وهو السبب الأكثر شيوعا للإسهال الشديد لدى الرضع والأطفال الصغار، فضلا عن لقاح فيروس الأنفلونزا في شكل بخاخ أنفي. وتُبذل الجهود لإنشاء لقاح للتعامل مع حمى الضنك، على الرغم من أن الجهود المبذولة لإنشاء التحصينات لفيروسات الأنفلونزا وفيروس المخلوي التنفسي لم تنجح.
انتخب تشانوك للأكاديمية الوطنية للعلوم  في عام 1973. كما تم تكريمه مع جائزة روبرت كوخ، وسام ألبرت ب. سابين الميدالية الذهبية، وجائزة إ. ميد جونسون، وسام الخدمة المتميزة في الخدمة العامة وسام الخدمة المتميزة. في عام 1972، قدم مع وسام غورغاس من جمعية الجراحين العسكريين في الولايات المتحدة (AMSUS).
دعا مديرNIAID الدكتور أنثوني فوسي تشانوك بأنه «عالم بارز مساهماته لا تعد ولا تحصى في فهم الأمراض الفيروسية ساعدت على جعل العالم مكانا أكثر صحة لملايين الناس».
توفي تشانوك، وهو من سكان بيثيسدا بولاية ماريلاند، في سن 86 عاما في 30 يوليو / تموز 2010، في مركز للمعيشة في سكايسفيل (ماريلاند)، بسبب مضاعفات مرض آلزهايمر.